# Hippoporidra orientalis
Hippoporidra orientalis is een mosdiertjessoort uit de familie van de Hippoporidridae. De wetenschappelijke naam van de soort is voor het eerst geldig gepubliceerd in 1982 door Gontar.